# The Mad Marriage (film 1921)
The Mad Marriage è un film muto del 1921 diretto da Rollin S. Sturgeon. La sceneggiatura di Marion Fairfax si basa su Cinderella Jane, romanzo di Marjorie Benton Cooke, pubblicato a Garden City nel 1917.

## Trama
Al Greenwich Village di New York, Jerry Paxton, un giovane artista alla ricerca del successo, sposa Jane Judd, aspirante commediografa, consapevole che la moglie non interferirà sul suo lavoro. Jane prende parte a uno spettacolo per il quale il marito ha disegnato i costumi e attira l'attenzione di Christiansen, un giovane commediografo con il quale lei sta lavorando segretamente a una nuova commedia. Dopo la nascita di un bambino, Jerry e Jane diventano più vicini, ma lui è violentemente geloso quando lei accompagna Christiansen alla serata per la prima della commedia che ha un grande successo. Jerry, allora, vuole concedere il divorzio alla moglie. Sarà la malattia del loro bambino a riavvicinare i genitori che, uniti dal figlio, finiscono per riconciliarsi.

## Produzione
Il film fu prodotto dalla Universal Film Manufacturing Company.

## Distribuzione
Il copyright del film, richiesto dalla Universal, fu registrato il 20 gennaio 1921 con il numero LP16044.
Distribuito dalla Universal Film Manufacturing Company, il film uscì nelle sale statunitensi il 31 gennaio 1921. In Portogallo, fu distribuito il 7 luglio 1923 con il titolo Casamento Sem Amor.
Non si conoscono copie ancora esistenti della pellicola che viene considerata presumibilmente perduta.